# Vaucouleurs (Fluss)
Die Vaucouleurs ist ein Fluss in Frankreich, der im Département Yvelines, in der Region Île-de-France verläuft. Sie entspringt im Gemeindegebiet von Boissets, entwässert generell in nordöstlicher Richtung und mündet nach rund 22 Kilometern im Industrieviertel Zone Industrielle de Vaucouleurs von Mantes-la-Ville als linker Nebenfluss in die Seine.

## Orte am Fluss
- Boissets
- Montchauvet
- Courgent
- Vert
- Mantes-la-Ville